# 4e corps (Inde)
Pour les articles homonymes, voir 4e corps d'armée.
Le IVe corps (également connu sous le nom de Gajraj Corps) est une formation militaire de campagne de l'armée indienne.
Le Gajraj Corps fut créé par le lieutenant général Brij Mohan Kaul à Tezpur (Assam) le 4 octobre 1962 au milieu du conflit indo-chinois.

## Histoire
Le Gajraj Corps fut créé par le lieutenant général B. M. Kaul à Tezpur, dans l'Assam le 4 octobre 1962 et au fil des ans, il joua un rôle louable dans les opérations conventionnelles et contre-insurrectionnelles dans le théâtre oriental, en particulier pendant la guerre du Bangladesh de 1971.
Pendant la guerre indo-pakistanaise de 1971, le Gajraj corps fit la fameuse avancée vers Dhaka lors de la libération du Bangladesh et participa également aux opérations du pont Meghna Heli. Le lieutenant général Sagat Singh, PVSM avait utilisé de manière innovante des hélicoptères Mi-4 pour traverser la rivière Meghna qui était considérée comme impraticable et son corps attaqua et vainquit sans relâche les forces pakistanaises. L'utilisation innovante de l'hélicoptère est restée sans précédent. Le corps avait fait ses preuves et s’était acquitté avec beaucoup de compétence de sa tâche dans le secteur le plus complexe en termes d’éloignement des bases logistiques. Le Gajraj corps fut le premier à entrer à Dacca.